# Gaspar Yanga
Gaspar Yanga, foi um revolucionário que liderou uma revolta de escravizados no atual estado de Veracruz no México no final do século XVI.

## Biografia
Acredita-se que Gaspar chegou ao México no início da década de 1560, em um galeão deixou a costa oeste da África, perto da moderna nação do Gabão. EM algum momento foi vendido nos mercados de escravos em Veracruz. Teria sido da nobreza da tribo Yang-Bara da África Ocidental.
Em 1570, liderou outros escravos da plantação de açúcar chamada “Nuestra Señora de la Concepción”, em uma rebelião na qual foram mortos 23 espanhóis. Os revoltosos se refugiriam em áreas montanhosas desabitadas.
Yanga e seu grupo formaram um dos primeiros "palenques", denominação pelas quais ficaram conhecidas as comunidades autônomas de escravos fugidos, ou quilombos, no México.
Yanga e seu grupo estabeleceram relações de aliança com algumas aldeias de povos nativos grupos indígenas, por meio dos quais obtiveram conhecimentos úteis à sua sobrevivência.

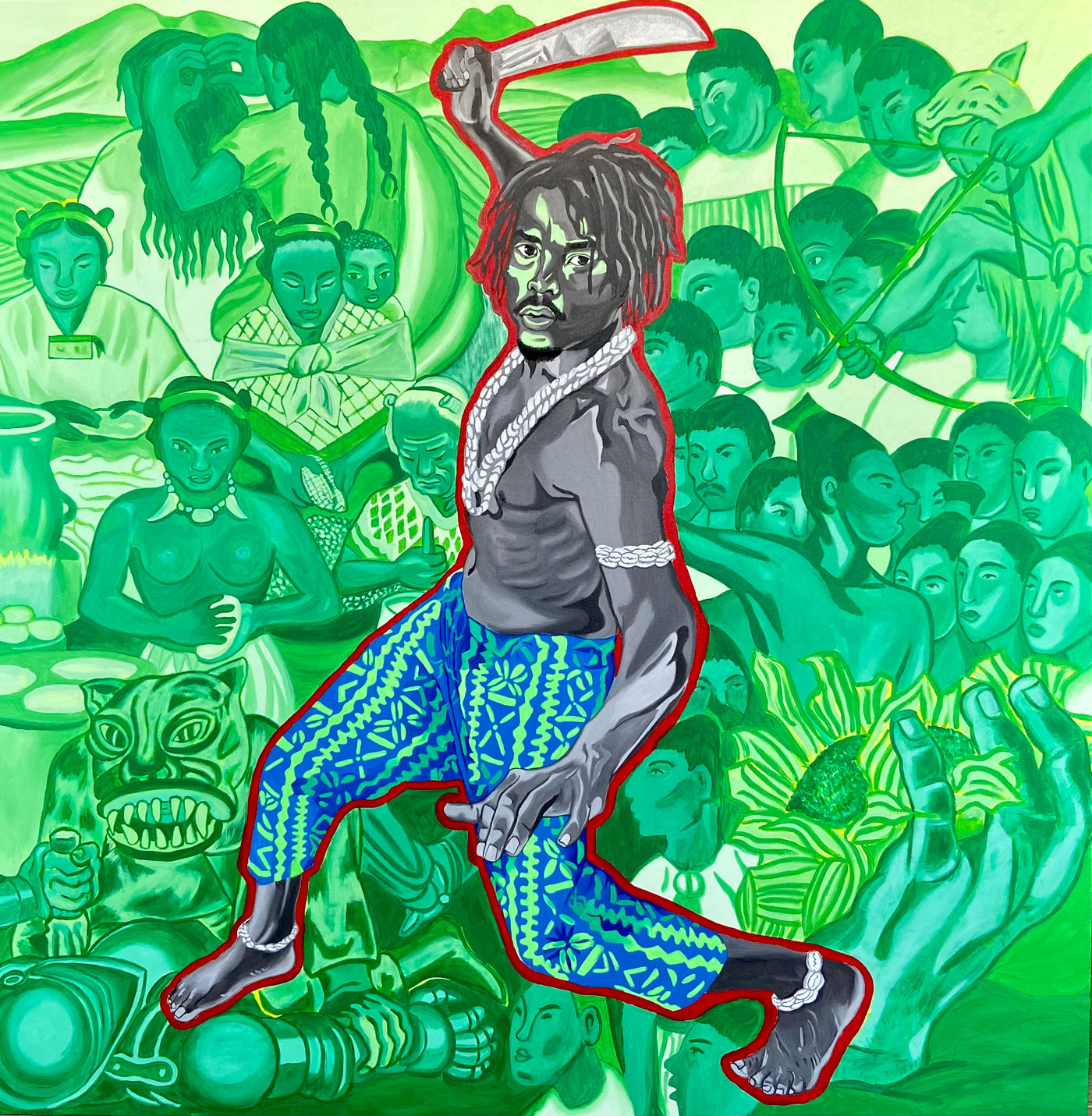
Gaspar Yanga, El Primer Gran Libertador de las Américas (Yanga)”, de 2022, pintura de Herbert De Paz

Ocasionalmente, Yanga e seus seguidores assaltavam caravanas espanholas na estrada que ligava a costa do golfo à Cidade do México. Com esses assaltos conseguiam ferramentas, utensílios domésticos e roupas.
Em janeiro de 1609, saiu da cidade de Puebla uma expedição, liderada por Pedro González de Herrera, que contava com cerca de 550 homens, dos quais apenas 100 eram militares espanhóis. Essa expedição deveria liquidar o grupo de assaltantes. Para resistir à expedição, Yanga reuniu cerca de 500 combatentes, que incluíam negros fugidos e nativos aliados, que contavam com apenas cerca de 100 tinham armas de fogo, enquanto que o restante estava armada com facões, arcos, flechas, pedras e Propulsor (arma).
Como Gaspar Yanga já estava em idade avançada, nomeou Francisco de la Matosa, um negro oriundo de Angola, como comandante dos rebeldes.
Nos primeiros combates, os rebeldes capturaram um soldado espanhol e, por meio desse, iniciaram negociações. Os rebeldes, reivindicaram a concessão de liberdade para o seu grupo, em troca eles se sujeitariam às leis e passariam a pagar tributos para o Império Espanhol. Além da obediência às leis, os rebeldes deveriam auxiliar o Império Espanhol, na hipótese de invasão por uma potência estrangeira. Ou seja, estariam em condições similares às dos povos nativos que habitavam a região.
Além disso, a comunidade não aceitaria o ingresso de novos escravos que escapassem, que, portanto, seriam entregues às autoridades espanholas.
Os espanhóis, após avaliarem a proposta, a recusaram e os combates tiveram continuidade.
Os espanhóis destruíram a vila habitada pelos rebeldes, que se refugiaram nas montanhas e passaram a fazer emboscadas contra os espanhóis.
O governo colonial enviou reforços para tentar destruir totalmente os rebeldes.
Em 1618, os espanhóis aceitaram o tratado de paz original de Yanga com duas condições adicionais:
1. Os palenques não teriam contato com o mundo exterior, exceto por meio de padres franciscanos que seriam enviados às aldeias e por visitantes para fins de comércio.
2. A família de Yanga teria o direito de governar perpetuamente a região.

A comunidade deu origem à cidade de San Lorenzo dos Negros de Cerralvo, em homenagem ao padre jesuíta Juan Laurencio, que desempenhou um papel importante nas negociações iniciadas em 1609.
Em 1932, a cidade de San Lorenzo de los Negros foi renomeada para Yanga em homenagem ao seu fundador e uma estátua foi erguida perto do centro da cidade .